# Пенакуки
Пенакуки (на английски: Pennacook) е северноамериканско индианско племе, което по време на контакта с европейците живее в долината на река Меримак в южен и централен Ню Хемпшир, както и в части от североизточен Масачузетс и южен Мейн. Езика им е близък с този на абенаките в южната част на Мейн, заради което често са изброявани като тяхно подразделение.

## Име
Името им идва от дума от езика на абенаките и означава „в подножието на хълма“. Известни са също и като Меримак индианците, Нечегансет, Опананго, Оуараги, а след 1680 г. като Сен Франсоа индианците. Първоначално пенакуките може би наброяват около 12 000 души, които живеят в 30 села по Меримак Ривър. Тези, които живеят в долната част на реката са известни като потукет, а тези в горната част като сако.

## Подразделения
Селата са свързани в мощна конфедерация, която често воюва с абенаките преди 1680 г. В конфедерацията влизат няколко села:
Акоминта, Агауам, Моритиган, Нашуа, Натикук, Наумкеаг, Неуичауауок, Пенакук, Пентукет, Пискатакуа, Соухеган, Скуамскот, Уачусет, Уамесит (Потукет), Уешакум, Уинековет, Уинипесок.

## История
Редовните контакти между пенакуките и англичаните започват малко след основаването на Плимут през 1620 г. Разположените навътре от брега села донякъде ги предпазва от по-ранен контакт, но ни ги предпазва от епидемиите, които преминават през региона през 1564 – 1570 г. и 1586 г., както и голямата епидемия от 1614 – 1617 г. Пасаконауей, върховният вожд на конфедерацията и главен вожд на Наумкеаг, приема приятелски белите, и през 1629 г. подписва първият официален договор с тях като в знак на приятелство им продава и малък къс земя. След Войната Поухатан (1622 и 1644) и Войната пекуот (1637) британците започват да се отнасят все по-враждебно към индианците. Пасаконауей се опитва да запази мира, но не успява. Заселването на Ню Хемпшир започва през 1638 г. с основаването на търговски пункт на река Меримак в родината на пенакуките.
След унищожението на хуроните през 1649 г., французите са лишени от основния си съюзник и бързат да спечелят племената в Нова Англия на своя страна. През 1651 г. им се отдава да организират съюз с пенакуките, сококите, покумтуките и мохиканите, за да се противопоставят на ирокезите. Отначало съюзът се справя успешно със задачата си, но само защото ирокезите са заети във война на юг със саскуеханок. След като се справят с тях, след 1655 г. ирокезите погват племената в Нова Англия. През 1658 г. мохиканите напускат съюза и оставят другите сами да се оправят. От 1660 г. войната се разпространява и в Мейн. Междувременно, за да могат да се снабдяват с оръжие и да успокоят англичаните, на пенакуките се налага да продадат почти всичката си земя. Стига се чак до там да молят англичаните да им оставят достатъчно земя да могат да живеят. През 1663 г. ирокезите прогонват мохиканите от река Хъдсън, а през 1664 г. и покомтуките от река Кънектикът. В същото време британците превземат Нова Холандия и лишават ирокезите от основния им доставчик. Това ги кара за момент да прекратят войната. Малко след това обаче двете страни подписват договор за сътрудничество и след като англичаните вече не са заплаха военните действия са подновени. Ирокезите атакуват селата на пенакуките и сококите през 1665 г., но идването на 1200 френски войници от Канада забавя настъплението им. През 1667 г. обаче ирокезите сключват мир с французите и племената в Нова Англия остават без своя европейски съюзник. До 1668 г. атаките на онайда и мохоките принуждават пенакуките да се оттеглят в Южен Мейн. От 1670 г. вече сококите живеят под френска защита на Сейнт Лорънс. По време на въстанието на крал Филип, с изключение на Нашуа и Уачусет повечето пенакуки остават неутрални. След въстанието много бежанци намират убежище при тях и това разбира се ги превръща във врагове на англичаните. Селото Нашуа е нападнато от англичаните. Над 200 индианци са убити, а заловените са продадени в робство. Малцина успяват да се спасят и намират защита при другите пенакуки. Англичаните продължават да ги преследват, унищожавайки село след село по пътя си. За да се спасят част от племето, водени от Уналансет бяга в Сен Франсоа в Канада. Тези, които остават продължават да воюват с англичаните. Включването на мохоките в сраженията обаче ги принуждава да се оттеглят на север при андроскогин. След края на войната, през 1685 г. много малко пенакуки се връщат обратно в Нова Англия. Те се заселват в няколко малки селца в горната част на Меримак Ривър. По-голямата част от племето е разпръсната сред сококите, мисиско и индианците Сен Франсоа. Смята се че малка група мигрира и в Акадия.